# Liniparhomaloptera disparis
Liniparhomaloptera disparis és una espècie de peix de la família dels balitòrids i de l'ordre dels cipriniformes.

## Subespècies
- Liniparhomaloptera disparis disparis (Lin, 1934)
- Liniparhomaloptera disparis qiongzhongensis (Zheng & Chen, 1980)[5]